# Roland Böer
Roland Böer (Bad Homburg vor der Höhe, 6 dicembre 1970) è un direttore d'orchestra tedesco.
È direttore musicale dal 2009 e direttore artistico del festival Cantiere Internazionale d'Arte di Montepulciano dal 2015. Dalla stagione 2018/19, è stato il primo direttore ospite del Teatro Mikhailovsky di San Pietroburgo per tre anni.

## Vita e carriera

### Studi e primi impegni
Dopo aver studiato musica con una specializzazione in direzione d'orchestra con Günther Wich all'Università Statale di Musica di Würzburg, è stato ripetitore solista all'Opera di Francoforte dal 1996 al 1999 e direttore musicale dell'Opera da Camera di Francoforte . Dal 1999 al 2001 è stato alla Deutsche Oper am Rhein di Düsseldorf / Duisburg come responsabile della ripetizione solista e ha lavorato anche come assistente di Antonio Pappano durante il Festival di Bayreuth, al Théâtre de la Monnaie a Bruxelles e al Royal Opera House Covent Garden di Londra.
Dal 2002 al 2008 è stato maestro di cappella dell'Opera di Francoforte.
Ha diretto al Teatro alla Scala, ai teatri lirici di Roma, Firenze e Bari, al Royal Opera House di Covent Garden e alla English National Opera di Londra, alla Royal Opera House di Stoccolma e Copenaghen, alle Staatsoper di Varsavia, Budapest e Praga, all'Opéra National du Rhin e l'Opéra de Nice, la Volksoper di Vienna e la tedesca e Komische Oper di Berlino. Nel 2018 ha debuttato al New National Theatre di Tokyo e all'Opéra de Lyon.
Ha diretto numerose nuove produzioni con registi come Daniele Abbado, William Kentridge, Tilman Knabe, Christoph Loy, Caterina Panti Liberovici, David McVicar, Keith Warner e Stein Winge.
Ha diretto concerti della London Symphony Orchestra, della Royal Liverpool Philharmonic e Bournemouth Symphony Orchestra, della Filarmonica della Scala, dell'Orchestra dell'Accademia di Santa Cecilia, il Maggio Musicale Fiorentino e l'Orchestra del Teatro Regio di Torino, l'Orchestra Filarmonica di Oslo e l'Orchestra Filarmonica de Luxembourg, così come con la Frankfurt Symphony Orchestra, la Bavarian Radio Orchestra e la Saarbrücken-Kaiserslautern Radio Philharmonic Orchestra.
Ha tenuto concerti con noti solisti, tra cui Christian Tetzlaff, Janine Jansen, Veronika Eberle, Francesco d'Orazio, Christel Lee e Julian Rachlin, Heinrich Schiff, Miklos Perenyi, Mischa Maisky e Danjulo Ishizaka, Claire Marie Le Guay, Mariangela Vacatello e Markus Bellheim.
Ha diretto l'Ensemble Modern, la Sinfonia settentrionale, la Scottish Chamber Orchestra, l'Orchestra Regionale della Toscana e la Deutsche Kammerphilharmonie di Brema.

## Cantiere Internazionale d'Arte di Montepulciano
Il Cantiere Internazionale d'Arte è stato fondato nel 1976 dal compositore Hans Werner Henze ed è ancora strettamente legato al suo nome e al suo lavoro. Roland Böer ha assunto la direzione musicale nel 2009 e dal 2015, come successore del compositore Detlev Glanert, è stato anche direttore artistico del festival, in cui giovani musicisti lavorano e si esibiscono ogni anno con artisti di fama internazionale. Dal momento che tutti i partecipanti, senza eccezioni, rinunciano alle loro tasse, l'attenzione si concentra esclusivamente sul fare musica insieme.
Per servigi eccezionali alla vita culturale di Montepulciano, Roland Böer è stato insignito del "Grifo Poliziano" nel 2018 e quindi della cittadinanza onoraria della città.

## Registrazioni
- Adagietto (Michiè Nakamaru, Philharmonia Orchestra, Roland Böer), EMI, TOCE-55629
- Federico Ricci : Corrado d'Altamura (Dimitra Theodossiou, Dmitry Korchak, James Westman, Ann Taylor, Andrew Foster-Williams, Cora Burggraaf, Geoffrey Mitchell Choir, Philharmonia Orchestra, Roland Böer), prima mondiale della registrazione, OperaRara, ORR246
- Alexander Glasunow, Les Saisons / Robert Schumann : 1. Symphony, arrangiata da Gustav Mahler ( Bamberg Symphony Orchestra, Roland Böer), produzione d'archivio della Radio Bavarese
- Voice 2015: registrazione dei 4 concerti finali del Concorso internazionale di canto della regina Elisabetta a Bruxelles (Orchestre de la Monnaie, Roland Böer)
- Wolfgang Amadeus Mozart, Il flauto magico - Teatro alla Scala di Milano (regista: William Kentridge, scenografia: William Kentridge e Sabine Theunissen, costumi: Greta Goiris, luci: Jennifer Tipton, video: Catherine Meyburgh. Collaboratori: Groissböck, Pirgu, Roth, Shagimuratova, Kühmeier, Mikolaj, Grötzinger, Radner, Massaro, Caccamo, De Prez, Tynan, Esposito, Bronder, Sadnik, Lim. Orchestra e coro del Teatro alla Scala, Milano. Direttore del coro: Bruno Casoni. Direzione musicale: Roland Böer) OPUS ARTE, DVD / Blu-ray (OA 1066 D)